# 報道ドラマ 生きろ 〜戦場に残した伝言〜
『報道ドラマ 生きろ 〜戦場に残した伝言〜』（ほうどうドラマ いきろ せんじょうにのこしたでんごん）は、
2013年8月7日21時よりTBSで『テレビ未来遺産"終戦"特別企画』として放送された日本のドキュメンタリードラマ。
TBSが2013年4月から月1回、「未来に語り継ぐべき大切なメッセージ」をテーマに様々な分野の深層に切り込む大型ドキュメンタリーとしてゴールデンタイム枠で放送している『テレビ未来遺産』の1作。終戦特別企画として、「10万人の命を救った」とされる緒形直人演ずる島田叡をメインに赴任から沖縄戦の5ヶ月間の実話を語る報道ドラマで、関係者の証言と貴重な資料を元に、ドラマパートとドキュメンタリーで構成されている。また、もう一人の主人公として的場浩司演じる島田と共に疎開を進めた荒井退造も描かれる。

## 主な登場人物
島田叡
第二十三代官選沖縄県知事。戦中最後の沖縄県知事。赴任当時43歳。
荒井退造
沖縄県警察部長・警視。
具志よし子
荒井退造の世話をしている県職員。
伊波和枝
防空監視隊員。轟の壕で島田叡と会話を交わした。
泉守紀
前任の第二十二代官選沖縄県知事。劇中では10・10空襲の後、出張を繰り返し沖縄に戻らぬまま解任。
当真詞盛
知事警護官・巡査部長。
大山一雄
沖縄新報社・知事担当記者。
野村勇三
毎日新聞・那覇支局長。
伊場信一
沖縄県内政部長。
小渡信一
知事秘書官。
島田美喜子
大阪にいる島田叡の妻。
隈崎俊武
沖縄県警警部・輸送部長。
大田實
海軍少将・沖縄根拠地隊司令官。
嘉数安全
知事秘書官。
長勇
陸軍中将・参謀長。
牛島満
陸軍中将・第三十二軍司令官。
長田紀春
軍医見習士官。軍医部壕で島田叡と荒井退造の最後の姿を見ている。

## キャスト
- 島田叡 - 緒形直人
- 荒井退造 - 的場浩司
- 具志よし子 - 真野恵里菜
- 伊波和枝 - 逢沢りな
- 牛島満 - 西郷輝彦（特別出演）
- 小渡信一 - 満島真之介
- 長勇 - 田中要次
- 大田實 - 石橋凌
- 隈崎俊武 - 八十田勇一
- 野村勇三 - 矢柴俊博
- 大山一雄 - 須田邦裕
- 当真嗣盛 - 伊藤毅
- 泉守紀 - 大原康裕
- 島田美喜子 - 佐藤夕美子
- 長田紀春 - 浜野謙太
- 伊場信一 - 桜井聖
- 嘉数安全 - 田中清貴
- 小浜正寛
- 伊藤高史
- 安藤一夫
- 吉田妙子
- 清水伸
- 金橋良樹
- 田中美麗（SUPER☆GiRLS）
- 外山誠二
- 鵜澤秀行
- 坂部文昭
- 田村勝彦
- 高瀬哲朗
- 吉野正弘
- 新垣正弘
- 語り - 由紀さおり

## スタッフ
- 制作プロデューサー - 藤原康延（島田叡の母校である兵庫県立兵庫高等学校卒業[2]）
- 番組プロデューサー - 黒岩亜純
- 総合監修 - 岩城浩幸
- ドキュメンタリーチーフディレクター - 佐古忠彦
- ドラマデザイン - 三城真一
- ドラマ脚本 - 土城温美
- ドラマプロデューサー - 前田利洋
- ドラマ演出 - 酒井聖博
- 制作協力 - ドリマックス
- 製作著作 - TBS

## テーマ曲
- 千住明「未来遺産」

## 時系列
詳しくは沖縄戦参照。
昭和19年10月10日 10・10空襲（那覇空襲）
昭和20年1月31日 知事赴任
昭和20年3月23日 沖縄戦開戦
昭和20年4月1日 米軍、沖縄本島上陸
昭和20年4月24日 米軍、嘉数突破
昭和20年4月27日 県庁・警察部壕（現・那覇市識名霊園）で会議
昭和20年5月4・5日 日本軍総攻撃失敗
昭和20年5月18日 シュガーローフ陥落
昭和20年5月25日 島田叡ら志多伯の壕に向かうが更に南下
昭和20年6月5日 福地森の壕から轟の壕に向かう
昭和20年6月9日 轟の壕で沖縄県庁・沖縄県警察部の解散を宣言
昭和20年6月23日 牛島満・長勇自決
昭和20年6月26日 この日を最後に島田叡・荒井退造は消息を絶つ